# Tasman Spirit
Die Tasman Spirit war ein 1979 gebauter Rohöltanker, der am 28. Juli 2003 vor Karachi auf Grund lief. Das Schiff zerbrach in zwei Teile und verursachte den bisher größten Ölunfall vor der Küste Pakistans. Das Bergungsunternehmen Smit hob das Schiff, das anschließend verschrottet wurde.

## Geschichte

### 1979 bis 2003
Das Schiff wurde 1979 als Baunummer 265 der japanischen Werft Onomichi Zosen Kabushiki Kaisha gebaut und als Kenko Maru in Dienst gestellt. Im Lauf seiner Betriebszeit wurde es mehrfach verkauft und trug nacheinander die Namen Kenko, Mabini, Tasman Spirit, Hyperion, Hemingway. Seit Juni 1998 war das Schiff im Besitz der Assimina Maritime in Piräus und wurde durch die an der gleichen Adresse ansässige Reederei Pelembros Shipping betrieben. Am 1. Juli 1998 taufte die Reederei das Schiff wieder auf dem Namen Tasman Spirit, unter dem es bis zur Strandung in Fahrt war.

### Strandung und erste Maßnahmen
Die Tasman Spirit wurde 2003 von der Pakistan National Shipping Corporation gechartert, um 67.532 Tonnen Rohöl des Typs Iranian Light crude von Charg zur weiteren Verarbeitung durch die Pakistan Refinery Limited in Karachi zu transportieren. Des Weiteren befanden sich rund 440 Tonnen Schweröl in den Bunkertanks. Am 27. Juli 2003 gegen 1.35 Uhr Ortszeit strandete das Schiff vor dem Hafen von Karachi auf der Position 24º47'.4N; 066º59'.35E. Bei einer ersten Untersuchung stellte sich heraus, dass die Mehrzahl der Ladungstanks Leckagen durch die aufgetretenen Bodenschäden des Schiffes erlitten hatte, während die Bunkertanks intakt geblieben waren. Die Crew wurde von der pakistanischen Regierung für drei Monate arrestiert, der Kapitän des Schiffes saß fünf Monate in Haft. Der Schiffseigner ließ in den Wochen nach dem Unfall etwa die Hälfte des noch im Schiff vorhandenen Öls sowie den Großteil des gebunkerten Schweröls mit kleineren Tankern und Tankbargen leichtern. Vom 8. bis zum 10. August waren zwei große Partien Rohöl mit zusammen 13.000 Tonnen vom Schiff gepumpt worden.

### Zerbrechen des Schiffes und Ölaustritte
Das auf Grund sitzende Schiff war in der Zeit nach der Strandung dem groben Schwell des in dieser Zeit vorherrschenden Südwest-Monsuns ausgesetzt. Nachdem sich schon am 11. August weitere strukturelle Schäden am Schiffskörper zeigten, zerbrach der Tanker schließlich am Abend des 13. August in zwei Teile und setzte erstmals große Mengen Rohöls frei. Bis zum 18. August waren bereits mehrere tausend Tonnen Öl ausgetreten. Nachdem am 22. August weitere Teile der Schiffsstruktur kollabierten, traten wieder ein- bis zweihundert Tonnen Öl aus dem Schiff. Weitere Ölaustritte erfolgten am 29. August und am 4. September.

### Die Bergung
Die mehrere Monate andauernde Bergung des Wracks der Tasman Spirit wurde vom Bergungsunternehmen Smit durchgeführt. Smit erhielt im Dezember 2003 vom Versicherer The American Club, dem P&I-Club des Schiffseigners den Auftrag, die im Wrack verbliebene Menge Öl abzupumpen und das im Fahrwasser liegende Wrack unter Zugrundelegung von Lloyd’s Open Form zu heben und zu entfernen.
Das Vorschiff wies die größeren strukturellen Schäden auf – über 90 Prozent der Bodenbeplattung des Schiffs waren zerstört oder fehlten – aber auch das Achterschiff des Tankers hatte große Schäden an der Boden und Steuerbordseitenbeplattung sowie der Schotten und Längsträger erlitten.
Am 10. Februar 2004, kurz bevor das Vorschiff gehoben und zur Verschrottung nach Gadani gebracht werden sollte, wurden die Bergungsarbeiten vorübergehend unterbrochen, da die pakistanische Zollbehörde 46 % Zoll (etwa 14 Millionen US-Dollar) auf die zur Bergung mitgeführte Ausrüstung forderte, was bei Bergungen dieser Größenordnung eine unübliche Praxis ist. Nachdem schließlich alle bürokratischen Hürden überwunden waren, wurde zunächst das Vorschiff gehoben und nach Gadani gebracht; danach folgte die Hebung und der Abtransport des Achterschiffs.

### Ölbekämpfung und Folgen
Insgesamt konnten mindestens 35.000 Tonnen Öl und der Großteil des Bunkeröls aus dem Havaristen geborgen werden. Die Schätzungen über die Menge des von der Tasman Spirit ins Meer gelangten Öls reichen von 12.000 bis 30.000 Tonnen. Der größte Teil, mehrere tausend Tonnen Öl, wurden nach dem Auseinanderbrechen der Tasman Spirit in der Nacht vom 13. auf den 14. August ins Meer gespült. Zu Beginn wurde Öl in Clifton Beach, dem wichtigsten touristisch genutzten Strand Karachis, an Land gespült. Große Mengen Öl trieben insbesondere mit jeder der starken örtlichen Tiden vom Gebiet des Schiffs bis in den Hafen von Karachi. Die Ausbreitung der Verschmutzung erstreckte sich auf einen Umkreis von etwa zehn Seemeilen um das havarierte Schiff. Als erste Maßnahme wurden Lösungsmittel aus Hercules C-130 Flugzeugen mit sogenanntem aerial dispersant spraying system (ADDS Pack) aufgebracht. Kurze Zeit später erteilten die Hafenbehörden Karachi Port Trust (KPT) sowie die Pakistan Environment Protection Agency die Erlaubnis zum großflächigen Aufbringen weiterer Lösungsmittel. Die KPT brachte hierbei auch eigene Fahrzeuge zum Einsatz. Im Hafen von Karachi wurden insgesamt rund 140 Tonnen Öl aufgefangen.
Insbesondere an dem am schwersten verschmutzten Clifton Beach wurden hohe Grade von Ölbestandteilen in der Umgebungsluft gemessen, die zu einer Reihe von medizinischen Behandlungen der involvierten Bevölkerung und Schulschließungen bis zu einer Woche führten. Der Strand wurde später manuell und durch technische Gerätschaften gereinigt, wobei der Mangel an geeigneten Auffangbehältnissen die Arbeiten verzögerte. Aufgrund einer Vereinbarung mit den örtlichen Behörden wurde ein öffentlicher Abladeplatz in Karachi City für die Entsorgung der Ölreste bestimmt. Clifton Beach konnte Mitte Oktober wieder der Öffentlichkeit übergeben werden.
Das Iranian Light Crude Oil wurde in den aufgerissenen Tanks des havarierten Schiffes durch den einfallenden Schwell stark vermischt und auf diese Weise zum großen Teil im Seewasser aufgelöst. Spätere Feldstudien zeigten wenige oder keine langfristige Schädigung der Mangroven, Salzpfannen und anderen besonders gefährdeten Bereichen des verschmutzten Gebietes.
Aufgrund der Verschmutzung wurde vom Marine Fisheries Department ein dreimonatiges Fischfangverbot im betroffenen Gebiet ausgesprochen. Im Nachlauf des Verfahrens wurden nur wenige Berichte über dauerhafte Beeinträchtigungen der Fischerei laut.
Einer der Hauptgründe für die verhältnismäßig geringen Auswirkungen der von der Tasman Spirit ins Meer gelangten Ölmenge liegt in den Eigenschaften des Iranian light-Rohöls begründet. Es hat einen hohen Anteil leicht flüchtiger Öle und wettert, insbesondere unter den gegebenen klimatischen Bedingungen Karachis, relativ zügig ab.